# Seznam turških tenisačev
Seznam turških tenisačev.

## A
- Mert Adanalı
- Sarp Ağabigün
- Haluk Akkoyun
- Ayla Aksu
- Tuna Altuna
- Cemre Anıl

## B
- Melis Bayraktaroğlu
- Öykü Boz
- Çağla Büyükakçay

## C
- Altuğ Çelikbilek

## E
- Başak Eraydın
- Yankı Erel
- Baris Erguden
- Hülya Esen

## G
- Sultan Gönen

## H
- Alp Horoz

## I
- Marsel İlhan
- Cem İlkel

## O
- İpek Öz
- Pemra Özgen

## S
- İpek Şenoğlu
- Melis Sezer
- Zeynep Sönmez
- İpek Soylu

## T
- Mert Naci Türker

## Y
- Anıl Yüksel
- Efe Yurtaçan

## Z
- Ergün Zorlu